# ワステコ語
ワステコ語（ワステコご、Huasteco、Wasteko）は、メキシコのベラクルス州およびサン・ルイス・ポトシ州南部に住むワステカ人によって話される言語。マヤ語族に属するが、マヤ地域から1500キロメートルほども離れた東部メキシコで話されており、ほかのマヤ諸語との違いが大きい。ただし、かつてチアパス州のグアテマラ国境地帯で話されていたチコムセルテコ語に非常に近いことが指摘されている。
マヤ諸語の名前で、スペイン語名で -teko/teco で終わるものは、英語では最後のoを抜く。このため日本語でワステック語またはワステク語とも呼ばれる。

## 方言
ワステコ語はベラクルス方言、サン・ルイス・ポトシ方言、南東方言（チョントラ方言）に大別され、2005年のエスノローグ第15版ではこれらを3つの異なる言語としてあげていたが、2009年に1つの言語とされた。

## 分岐年代

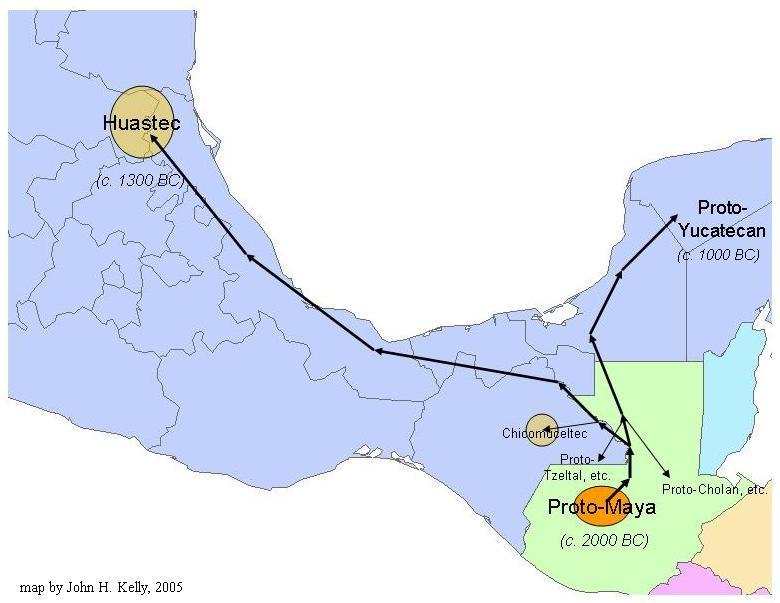
マヤ語族の原郷からの移住想像図

ワステコ語がいつ他のマヤ諸語から分離したかについては議論が分かれる。
テレンス・カウフマンによると、ワステコ語と他のマヤ語に共通に見られる語根は300ほどに過ぎない。カウフマンはワステコ語が他のマヤ語から分裂した時期を紀元前2200年ごろとする。ワステカ地方の他の系統の言語との間に古い借用語と見られる語があることも、ワステカが早くからこの地に住んでいたとする根拠になっている。
ワステコ語群とチョル・ツェルタル語群には共通の音韻変化が起きており（*r>y, *q>k, *ty>t, *k>ch）、文法面でも人間の複数を後接語によって表すなどの共通の革新が起きている。このことをジョン・ロバートソンやスティーヴン・ハウストンはワステコ語群とチョル・ツェルタル語群が系統的に近い関係にある証拠と考えた。しかしこれらの変化が独立して発生したり、後古典期に交易などの言語接触によって変化が伝播した可能性もある。

## 音声
ワステコ語はマヤ諸語のうちで唯一無声歯摩擦音/θ/を持つ。また、円唇化した軟口蓋破裂音/kʷ kʷʼ/を音素として持つ点でも他のマヤ諸語とは異なる。例：thakw [θakʷʰ]「石」。
/θ/は歴史的には*sが変化したものであり、このためワステコ語ではsは少ない。
マヤ祖語の舌頂音および軟口蓋音の破裂音・破擦音の対応は方言ごとに違いがある。
| マヤ祖語 | ベラクルス | サン・ルイス・ポトシ | チョントラ | チコムセルテコ語 |
| -------- | ---------- | -------------------- | ---------- | ---------------- |
| *tz *tzʼ | t tʼ       | t tʼ                 | t tʼ       | t tʼ             |
| *ty *tyʼ | t tʼ       | t tʼ                 | t tʼ       | t tʼ             |
| *t *tʼ   | ts tsʼ     | tʃ tʃʼ               | ʈ ʈʼ       | tʃ tʃʼ           |
| *ch *chʼ | tʃ tʃʼ     | ts tsʼ               |            | tʃ tʃʼ           |
| *k *kʼ   | tʃ tʃʼ     | ts tsʼ               | tʃ tʃʼ     | tʃ tʃʼ           |

子音bはほかのマヤ語のような喉頭化音（入破音）ではなく普通の有声音である。ただしカウフマンによると、保守的なチョントラ方言では喉頭化音が見られるという。
母音は短母音a e i o uと長母音aa ee ii oo uuを区別する。
強勢は長母音をもつ最後の音節に置かれる。長母音がない場合は語の最初の音節に置かれる。

## 文法
ワステコ語は他のマヤ語族の言語と同様に人称接辞（あるいは接語）にA型（能格）とB型（絶対格）の区別があり、通常は他動詞の主語(A)がA型、他動詞の目的語(O)と自動詞の主語(S)がB型接辞によって標示される。しかしワステコ語の人称には階層があり、他動詞の主語(A)と目的語(O)のいずれかが一・二人称の場合、階層の高い方のみが接辞によって標示される。Oが一・二人称の場合は階層の逆転を標示する接頭辞ti-（またはt-）が加えられる。ワステコ語では一人称がもっとも階層が高く、二人称がそれに次ぎ、三人称がもっとも階層が低い。AとOの両方が三人称の場合、AがOよりも近接(proximate)している場合には能動態、逆の場合は受動態を使って表現される。ワステカ語のほかにマム語のカホラ方言も同様の構文を使用することが知られている。
ワステコ語（サン・ルイス・ポトシ方言）の人称接辞は以下のようになる。
|            | A型 | B型     |
| ---------- | --- | ------- |
| 一人称単数 | u   | in      |
| 一人称複数 | i   | u       |
| 二人称単数 | a   | it      |
| 二人称複数 | a   | ix / it |
| 三人称     | in  | ∅ / u   |

A型とB型の組み合わせでは以下のようにやや不規則な形が出現する。
- Aが二・三人称でOが一人称の場合はt-in（単数）、t-u（複数）が加えられる。
- Aが三人称でOが二人称の場合はt-iが加えられる。
- Aが一人称でOが二人称の場合はt-u（二人称単数）、t-(ix-)u（二人称複数）が加えられる。

基本的な語順はVOS型またはVSO型であり、主語が目的語よりも有生性が高いときはVOS語順を取る。これをマヤ祖語以来の語順とする説がある。

## 関連文献
- Edmonson, Barbara (1988). A descriptive grammar of Huastec (Potosino dialect) (PhD thesis). Tulane University.